# Lanameter
Ein Lanameter (auch Lanometer) ist ein spezielles Projektions-Mikroskop zur Messung des Durchmessers von Wollfasern [μm]. Faserdurchmesser und Fasergewicht sind die Parameter zur Berechnung der Faserfeinheit [dtex].
Es wurde 1929 von Döhner beschrieben. Lanameter gehören zur Laborausstattung der Textiltechnik und -prüfung.
Lanameter besitzen zur Probenaufnahme ein Dia-ähnliches Rähmchen, in welchem die Fasern zwischen zwei Glasplatten in Zedernöl eingebettet werden. Die Projektion auf eine Mattscheibe hatte üblicherweise eine Vergrößerung von 60:1. Oft sind Referenz-Dias mit bekannten Faserdurchmessern enthalten.
Heutige Geräte liefern jedoch auch andere Vergrößerungen (zum Beispiel 50:1 und 500:1.)